# Забава за откривање пола
Забава за откривање пола (енгл. Gender reveal party) је забава која се одржава током трудноће како би се открио пол бебе породици и пријатељима будућих родитеља, а понекад и самим родитељима. Ова пракса је настала у Сједињеним Државама крајем 2000-их.
Разликује се од, али се понекад комбинује са baby shower, где је примарна активност давање поклона родитељима који очекују своје будуће дете. Забава за откривање пола често укључује родне стереотипе као што су розе за девојчицу и плаве за  дечака.
Пракса је контроверзна и критикована је због употребе сложених и опасних специјалних ефеката, који су директно допринели вишеструким смртним случајевима, повредама и великим шумским пожарима, односно у пожару 2017. и пожару Ел Дорадо 2020. Пракса је такође критикована због јачања родних стереотипа и родне бинарности.

## Историја и развој
Забава за откривање пола развила се крајем 2000-их. Рани пример забележен је у објавама тада трудне Џене Карвунидис из 2008. на њеном блогу у којима је пол свог фетуса најављивала путем торте; раније је имала неколико побачаја и желела је да прослави то што се њена трудноћа развила до те мере да се може одредити пол фетуса.   Видео снимци су се могли наћи већ 2008. и 2009. године, постајући значајни око 2011. године, након чега је тренд наставио да расте током 2010-их. 
2019. године, Карвунидис је приметила пораст екстремних откривања догађаја у претходних пет година, при чему су родитељи „палили шуме и експлодирали аутомобиле, уводећи алигаторе у мешавину“. Изразила је жаљење што је помогла у покретању тренда, сазнавши како се ЛГБТ и међуполне заједнице осећају, и коначно откривши ћерку за коју су још 2008. објавили да је родно неконформисана особа која носи одела док се и даље идентификује као жена. Након што је пожар Ел Дорадо 2020. покренут неисправним пиротехничким средством на забави за откривање пола, Карвунидис је замолио људе да престану да организују такве догађаје.

### Ширење и медијатизација
Тренд је популаризован на платформама друштвених мрежама као што су Јутјуб, Инстаграм и Пинтерест, иако је настао пре последња два. Ова медијатизација значајно је повећала вероватноћу будућих родитеља да организују или учествују у забавама за откривање пола. Интернет култура даје пракси велику пријемчивост према индивидуалној креативности, што је фактор њихове све веће популарности. Демографско истраживање показује да већину забава за откривање пола организују родитељи који очекују средњу класу, хетеросексуални бели Американци који су у браку или у партнерству.

## Планирање догађаја
У фокусу рода откривају странке, будући да је пол фетуса, таква информација је предуслов. Ово се може утврдити на или након гестацијске доби коју захтева метода која се користи. За ултразвук, најчешћи метод, најраније се то може поуздано урадити је око 65. дана, али се то обично ради око 20 недеља. И одређивање пола и забава се обично одржавају током другог тромесечја.
Знање варира од родитеља о полу фетуса након испитивања. Информације се најчешће поверавају трећем лицу који остаје тајна од родитеља до откривања. Ова особа је одговорна за организовање забаве како би се осигурало да се откривање деси без претходног знања родитеља. У другим случајевима, то је већ познато једном или оба родитеља, а откривање је посебно за присутне.
Да би се очувала тајна, декорације за забаве су обично у великој мери родно обележене, али су двосмислене када се посматрају као целина.

## Ток догађаја
Док фокус остаје на полу фетуса, откривање је типично врхунац забаве. Пре откривања, уобичајене су журке у којима полазници или родитељи који очекују нагађају или потврђују пол фетуса. Ово такође може бити у облику такмичења између "Тим розе" и "Тим плаво" којем се родитељи или учесници могу придружити.

### Откривање пола
Већина метода откривања користи боје повезане са полом, најчешће плаву за дечаке и ружичасту за девојчице, украшене другим предметима повезаним са полом. Метод откривања варира; уобичајене методе укључују сечење специјалних колача, лансирање или искакање балона, конфета, пињата, обојеног дима итд. Други сезонски предмети као што су ускршња јаја, лампиони, божићни поклони или ватромет за четврти јул или новогодишњи такође могу бити уграђени у зависности од времена трудноће.
Када се ове боје открију, и родитељи који очекују и посматрачи су упознати са фетусовим полом, обично уз велико славље и коментаре присутних. Може доћи и до објаве унапред одређеног имена бебе зависно од пола.

## Инциденти
Неки случајеви спектакуларних специјалних ефеката на откривању полова узроковали су повреде, смрт, па чак и штету великих размера:
- Пожар у пилани у Аризони 2017. године изазвала је забава за откривање пола која је комбиновала плави прах и танерит. Остале опасне вратоломије укључивале су ватромет и алигаторе.[11]
- 2018. године, „сагоревање које откривају род“, у којем аутомобили емитују облаке ружичастог или плавог дима, постало је популарна мода у Аустралији. Полицијска служба Квинсленда упозорава да је ова пракса опасна, те да су бројни покушаји „прегоревања“ резултирали запаљеним возилима и хапшењима.[12]
- У септембру 2019. године, авион се срушио у Тексасу, када је ниско летећа машина за прашину покушавала да испусти 350 галона обојене воде ради откривања. Пилот није повређен, а путник је задобио лакше повреде.[13]
- У септембру 2020., пиротехничка направа која открива пол је изазвала пожар Ел Дорадо у Калифорнији, уништавајући домове, подстичући евакуацију, спаљивајући хиљаде хектара,[14][15] и изазвавши смрт једног ватрогасца.[16]
- Дана 21. фебруара 2021, случајна експлозија уређаја за откривање пола у развоју у Либертију у Њујорку, убила је будућег оца и повредила његовог млађег брата.[17]
- 29. марта 2021. две особе су погинуле када се авион срушио у Карипском мору код обале Мексика док је носио знак на коме је писало „Девојчица!“.[18][19]
- Дана 25. септембра 2022. године, пар у Мато Гросу, офарбао је водопад у плаво у оквиру забаве за откривање пола.[20] Управа за заштиту животне средине их је оптужила за кршење савезног закона.